# رسول صدیقی بنابی
رسول صدیقی بنابی (زاده ۱۳۳۱ بناب ) نماینده اصلاح طلب شهر بناب (استان آذربایجان شرقی) در مجالس سوم، چهارم ششم و مجلس هفتم و عضو کمیسیون برنامه و بودجه و محاسبات مجلس بود.
سایر مسئولیت‌های وی استادی دانشگاه صنعتی شریف، مشاورت وزیر نیرو، عضو شورای عالی تحقیقات، مشاور رئیس سازمان برنامه و بودجه است.
وی از منتقدین عملکرد اقتصادی دولت محمود احمدی نژاد در مجلس بود و خصوصاً پیرامون عملکرد وی در بازار مسکن و انحلال سازمان برنامه بودجه است.

## پیونده به بیرون
- سایت شخصی رسول صدیقی بنابی